# Ford Y 8 HP
El Ford Y 8 HP fue el primer auto Ford netamente europeo. Era la apuesta europea de la empresa matriz norteamericana, la Ford Motor Company.

## Historia
Su diseño, realizado en América por E.T. “Bob” Gregoire, se estudió en solo cinco meses, y sirvió para realizar este modelo. 
Se construyó en Inglaterra entre los años 1932 y 1937. En Alemania paralelamente también se realizaron unidades del modelo, bajo el nombre de Colonia, entre los años 1933 y 1936.
Su bajo costo, el precio de lanzamiento fue de cien libras esterlinas, hizo que tuviera un éxito notable, alcanzando en poco tiempo el 50 % de las ventas de su segmento. 
Posteriormente a su lanzamiento, recibió el nombre comercial de “popular”. 
Una empresa francesa situada en Gennevilliers, realizó una transformación, adaptando una tracción delantera al modelo. La versión, bautizada Tracford, tuvo poco éxito y en 1934 dejó de fabricarse. 
Hubo versiones con cuatro puertas y tres ventanas laterales. 
Cuando en 1937 dejó de fabricarse se habían realizado unas 175.000 unidades. 
Ford Motor Ibérica fabricó el modelo Y, destinado al mercado español en las instalaciones que Ford poseía en Barcelona, estos montajes se realizaban con el fin de obtener rebajas considerables en los impuestos lo que permitía vender a unos precios ajustados. En 1935 el precio de venta era de 7350 pesetas. y aún se consiguió bajar a 6630 Ptas. en 1936.

## Características

### Ford Y 8 HP (Tudor)
- Fabricado en Dagenham (Inglaterra) y montado en Barcelona.
- Año de presentación: 1932
- Año de fabricación: 1934.

Motor
- Motor delantero longitudinal con 4 cilindros en línea y válvulas laterales. 
  - Cilindrada: 933 c.c.
  - Diámetro: 56,6 mm.
  - Carrera: 92,5 mm.
  - Potencia máxima: 21 CV.
- Refrigeración por agua y bomba mecánica.
- Alimentación por carburador.
- Encendido por distribuidor Delco y batería de 6 V.

Caja de cambios
- Caja de cambios con palanca al suelo de tres velocidades y marcha atrás.
- Tracción  Trasera.

Carrocería
- Carrocería de acero de dos puertas abriendo de adelante a atrás.
- Conducción: volante a la izquierda
- Número de plazas: cuatro.

Frenos
- Frenos: de varillas y tambores.

Suspensión
- Suspensión: Delantera: eje rígido con ballestas.
- Trasera: ballestas transversales

Dimensiones
- Longitud: 3,58 m
- Anchura: 1,41 m
- Batalla: 1,98 m
- Altura: 1,60 m

Peso
- Peso: 670 kg.

Velocidad
- Velocidad máxima: 90 km/h